# Менсфилд Сентер (Масачусетс)
Менсфилд Сентер (енгл. Mansfield Center) насељено је место без административног статуса у америчкој савезној држави Масачусетс.

## Демографија
По попису из 2010. године број становника је 7.360, што је 40 (0,5%) становника више него 2000. године.
| Група             | 2000.         | 2010.         |
| Белци             | 6.819 (93,2%) | 6.719 (91,3%) |
| Афроамериканци    | 175 (2,4%)    | 192 (2,6%)    |
| Азијати           | 108 (1,5%)    | 207 (2,8%)    |
| Хиспаноамериканци | 127 (1,7%)    | 155 (2,1%)    |
| Укупно            | 7.320         | 7.360         |